# Ofterdingen
Ofterdingen é um município da Alemanha, no distrito de Tübingen, na região administrativa de Tubinga, estado de Baden-Württemberg. Fica entre duas importantes cidades alemãs: Stuttgart e Munique.